# Zuhause bei Raven
Zuhause bei Raven (Originaltitel: Raven’s Home) ist eine US-amerikanische Sitcom, die von 2017 bis 2023 vom Disney Channel produziert wird und eine Fortsetzung bzw. eine Nachfolgeserie der Serie Raven blickt durch (2003–2007) ist. Produziert wird die Serie von It’s a Laugh Productions und Entertainment Force. Die erste Episode wurde in den Vereinigten Staaten am 27. Juli 2017 im Anschluss an den Disney Channel Original Movie Descendants 2 – Die Nachkommen ausgestrahlt. Im deutschsprachigen Raum fand die Premiere der Serie am 24. März 2020 auf Disney+ statt.
Durch ihre Verbindung mit Raven blickt durch spielt die Serien im selben Serienuniversum wie Hannah Montana, Hotel Zack & Cody sowie Zack & Cody an Bord, Einfach Cory!, Die Zauberer vom Waverly Place, Tripp’s Rockband, Jessie und Camp Kikiwaka.

## Handlung
Raven Baxter ist geschieden und zieht ihre beiden Kindern, Nia und Booker, alleine groß. Gemeinsam mit ihrer besten Freundin aus Schulzeiten, Chelsea Daniels, und deren Sohn Levi zieht Raven zusammen. Dadurch beginnt ein chaotisches aber lustiges Leben, welches noch auf den Kopf gestellt wird, als Booker plötzlich Anzeichen zeigt, die hellseherischen Fähigkeiten seiner Mutter geerbt zu haben.

## Figuren
- Raven Baxter ist die Mutter von Nia und Booker und die beste Freundin von Chelsea. Raven ist geschieden und lebt jetzt mit Chelsea und deren Sohn in Chicago. Sie hat ihren Kindern nichts von hellseherischen Fähigkeiten in ihrer Jugend erzählt, da sie glaubt, dass diese dies nicht verstehen würden.

- Nia Baxter-Carter ist Ravens Tochter und die Schwester von Booker. Sie glaubt zunächst nicht an die hellseherischen Fähigkeiten ihres Bruders und glaubt, dass dies nur einer seiner Geschichten ist. Als Booker eine Vision von Nia hat, in der sie von einem Boxsack getroffen wird und später wahr wird, glaubt sie ihm.

- Booker Baxter-Carter ist Ravens Sohn und der Bruder von Nia. Wie seine Mutter hat er hellseherischen Fähigkeiten. Er erlebt zuerst eine Vision in der Schule über Levi. Er beschließt, seiner Mutter nichts über seine hellseherischen Fähigkeiten zu erzählen.

- Chelsea Daniels ist die Mutter von Levi und beste Freundin von Raven. Sie heiratete einen Mann namens Garrett, der später für Steuerbetrug verhaftet wurde und eine Affäre mit der Frau hatte, die ihn verhaftete. Er hat ihr ganzes Geld gestohlen und sie beschloss mit Raven zusammen zu ziehen.

- Levi Grayson ist Chelsea's Sohn. Er ist selbstbewusst, arrogant und hat niemals Angst, eine kleine Manipulation zu machen, um sein Ziel zu erreichen.

- Tess ist die Nachbarin der Baxter/Daniels und Nia's beste Freundin. Tess ist eine Rapperin.

## Besetzung und Synchronisation
Die deutschsprachige Synchronisation der Serie wurde bei der SDI Media Germany nach den Dialogbüchern von Tom Sander und Peggy Sander und unter der Dialogregie von Peggy Sander erstellt. Ab Staffel 4 teilten sich Peggy Sander und Tom Sander die Dialogregie.
| Schauspieler          | Rollenname      | Hauptrolle (Episode) | Nebenrolle (Episode) | Gastrolle (Episode) | Synchronsprecher                                   |
| --------------------- | --------------- | -------------------- | -------------------- | ------------------- | -------------------------------------------------- |
| Raven-Symoné          | Raven Baxter    | 1.01–6.18            |                      |                     | Julia Kaufmann                                     |
| Anneliese van der Pol | Chelsea Grayson | 1.01–4.20            |                      |                     | Susanne Geier                                      |
| Issac Ryan Brown      | Booker Baxter   | 1.01–6.18            |                      |                     | Hannes Ploner                                      |
| Navia Robinson        | Nia Baxter      | 1.01–4.20            |                      |                     | 1. Stimme: Charlott Reschke 2. Stimme: Clara Drews |
| Jason Maybaum         | Levi Grayson    | 1.01–4.20            |                      |                     | Jaron Müller                                       |
| Sky Katz              | Tess O’Malley   | 1.01–4.20            |                      |                     | Magdalena Montasser                                |
| Mykal-Michelle Harris | Alice           | 5.01–6.18            |                      |                     |                                                    |
| Felix Avitia          | Neil            | 5.01–6.18            |                      |                     |                                                    |
| Emmy Liu-Wang         | Ivy             | 5.01–6.18            |                      |                     |                                                    |
| Rondell Sheridan      | Victor Baxter   | 5.01–6.18            |                      | 2.17                |                                                    |

## Produktion
Erste Berichte über eine geplante Fortsetzung oder Nachfolgeserie zu Raven blickt durch, die unter dem Originaltitel That’s So Raven in den 2000er-Jahren über vier Staffeln und 100 Episoden beim Disney Channel lief, kamen acht Jahre nach dem Serienende auf. Am 26. Oktober 2016 bestellte der Disney Channel eine Pilotfolge der potenziellen Nachfolgeserie. Zur selben Zeit verließ Raven-Symoné die Talk-Show The View als Moderatorin, um sich ganz der Fernsehserie widmen zu können, in der sie wieder die Hauptrolle der Raven Baxter übernimmt. Als Showrunner fungieren Michael Poryes und Susan Sherman, die beiden Schöpfer von Raven blickt durch, die nun auch die Fortsetzung entwickelten. Im November 2016 wurde verkündet, dass auch Anneliese van der Pol als Chelsea Daniels zur Serie zurückkehren wird.
Am 4. April 2017 gab der Disney Channel grünes Licht für eine erste Staffel. Die Produktion zur ersten Staffel begann Ende April 2017 in den Hollywood Center Studios. Im Oktober 2017 verlängerte der Sender die Serie um eine zweite Staffel, deren Dreharbeiten im November 2017 begannen. Im November 2018 verlängerte Disney Channel die Serie um eine dritte Staffel, deren Produktion noch im gleichen Monat begann. Im Oktober 2019 verlängerte Disney Channel die Serie um eine vierte Staffel.
Im Oktober 2021 verlängerte Disney Channel die Serie um eine fünfte Staffel, allerdings werden Navia Robinson, Jason Maybaum, Sky Katz, und Anneliese van der Pol nicht zurückkehren. Zu den Hauptdarstellern kommen Mykal-Michelle Harris, Felix Avitia, und Emmy Liu-Wang hinzu, sowie Rondell Sheridan, welcher bereits in Raven blickt durch Ravens Vater verkörperte. Zusätzlich kehrt Adrienne Bailon zurück, welche Ravens Schulrivalin Alana Rivera in der Originalserie verkörperte.
Am 10. September 2022 wurde auf Disneys D23 Expo von Raven-Symone bekannt gegeben, dass die Serie für eine sechste Staffel verlängert wurde.
Am 23. März 2023 wurde bekannt gegeben, dass die sechste Staffel am 9. April 2023 Premiere haben wird.
Am 15. Mai 2024 wurde bekannt gegeben, dass Raven's Home nach sechs Staffeln zu Ende war und dass ein Spin-off-Pilotfilm mit dem Titel Alice in the Palace bestellt wurde.

## Episodenliste

### Staffel 1
| Nr. (ges.) | Nr. (St.) | Deutscher Titel               | Originaltitel                   | Erstausstrahlung USA | Deutschsprachige Erstveröffentlichung (D/A/CH) | Regie             | Drehbuch                       |
| ---------- | --------- | ----------------------------- | ------------------------------- | -------------------- | ---------------------------------------------- | ----------------- | ------------------------------ |
| 1          | 1         | Booker blickt durch           | Baxter’s Back!                  | 21. Juli 2017        | 24. März 2020                                  | Eric Dean Seaton  | Jed Elinoff & Scott Thomas     |
| 2          | 2         | Kleine Wohnung,große Probleme | Big Trouble in Little Apartment | 28. Juli 2017        | 24. März 2020                                  | Eric Dean Seaton  | Jed Elinoff & Scott Thomas     |
| 3          | 3         | Raven muss raus               | The Baxters Get Bounced         | 4. Aug. 2017         | 24. März 2020                                  | Eric Dean Seaton  | Meg DeLoatch                   |
| 4          | 4         | Das Dad Wochenende            | The Bearer of Dad News          | 11. Aug. 2017        | 24. März 2020                                  | Victor Gonzalez   | Jim Martin                     |
| 5          | 5         | Du kriegst riesigen Ärger!    | You’re Gonna Get It             | 18. Aug. 2017        | 24. März 2020                                  | Victor Gonzalez   | Anthony C. Hill                |
| 6          | 6         | Die Moms machen Party!        | Adventures in Mommy-Sitting     | 25. Aug. 2017        | 24. März 2020                                  | Shannon Flynn     | Jim Martin                     |
| 7          | 7         | Die erste Party               | Dancing Tween                   | 8. Sep. 2017         | 24. März 2020                                  | Shannon Flynn     | Sassi Darling                  |
| 8          | 8         | Der Dad und der Schmopp       | Vending the Rules               | 15. Sep. 2017        | 24. März 2020                                  | Bob Koherr        | Molly Haldeman & Camilla Rubis |
| 9          | 9         | Gute Freunde                  | In-vision of Privacy            | 22. Sep. 2017        | 24. März 2020                                  | Bob Koherr        | Danielle Calvert               |
| 10         | 10        | Angst vor Clowns              | Fears of a Clown                | 29. Sep. 2017        | 24. März 2020                                  | Victor Gonzalez   | Rick Williams                  |
| 11         | 11        | Das Geisterhaus               | The Baxtercism of Levi Grayson  | 6. Okt. 2017         | 24. März 2020                                  | Bob Koherr        | Charity L. Miller & Eric Owusu |
| 12         | 12        | Traum Mütter                  | Dream Moms                      | 13. Okt. 2017        | 24. März 2020                                  | Robbie Countryman | Jed Elinoff & Scott Thomas     |
| 13         | 13        | Showtime!                     | Vest in Show                    | 20. Okt. 2017        | 24. März 2020                                  | Robbie Countryman | Robbie Countryman              |

### Staffel 2
| Nr. (ges.) | Nr. (St.) | Deutscher Titel                  | Originaltitel                             | Erstausstrahlung USA | Deutschsprachige Erstveröffentlichung (D/A/CH) | Regie                 | Drehbuch                            |
| ---------- | --------- | -------------------------------- | ----------------------------------------- | -------------------- | ---------------------------------------------- | --------------------- | ----------------------------------- |
| 14         | 1         | Raven und der Falke – Teil 1     | The Falcon and the Raven – Part One       | 25. Juni 2018        | —                                              | Robbie Countryman     | Michael Feldman & Dava Savel        |
| 15         | 2         | Raven und der Falke – Teil 2     | The Falcon and the Raven – Part Two       | 26. Juni 2018        | —                                              | Robbie Countryman     | Michael Feldman & Dava Savel        |
| 16         | 3         | Einfach weil                     | Because                                   | 27. Juni 2018        | —                                              | Lynn McCracken        | Norm Gunzenhauser                   |
| 17         | 4         | Der neue Vermieter               | Cop to It                                 | 28. Juni 2018        | —                                              | Eric Dean Seaton      | Paul Ciancarelli & David DiPietro   |
| 18         | 5         | Weirder Things                   | Weirder Things                            | 3. Juli 2018         | —                                              | Eric Dean Seaton      | Antonia March & Jacqueline McKinley |
| 19         | 6         | Red Hot Chili Steppers?          | The Missteps                              | 6. Juli 2018         | —                                              | Lynn McCracken        | Douglas Danger Lieblein             |
| 20         | 7         | Fashion-nixda                    | All Sewn Up                               | 10. Juli 2018        | —                                              | Leonard R. Garner Jr. | Gigi McCreery & Perry Rein          |
| 21         | 8         | Der Vater-Tochter-Tanzabend      | Oh Father, Where Art Thou?                | 13. Juli 2018        | —                                              | Leonard R. Garner Jr. | Dava Savel                          |
| 22         | 9         | Franken Buddys                   | The Trouble with Levi                     | 20. Juli 2018        | —                                              | Jody Margolin Hahn    | Douglas Danger Lieblein             |
| 23         | 10        | Reingelegt!                      | Head Over Wheels                          | 27. Juli 2018        | —                                              | Trevor Kirschner      | Anthony C. Mill                     |
| 24         | 11        | Die interessanteste Mom der Welt | The Most Interesting Mom in the World     | 31. Juli 2018        | —                                              | Trevor Kirschner      | Douglas Danger Lieblein             |
| 25         | 12        | Sleevemore Teil 1: Erstarrt      | Sleevemore Part One: Frozen               | 21. Sep. 2018        | —                                              | Jody Margolin Hahn    | Jacqueline McKinley & Antonia March |
| 26         | 13        | Sleevemore Teil 2: Gefunden      | Sleevemore Part Two: Found                | 28. Sep. 2018        | —                                              | Eileen Conn           | Norm Gunzenhauser                   |
| 27         | 14        | Sleevemore Teil 3: Verloren      | Sleevemore Part Three: Future             | 5. Okt. 2018         | —                                              | Eileen Conn           | David DiPietro & Paul Ciancarelli   |
| 28         | 15        | Schwipps – Das Musical           | Raven’s Home: Remix                       | 12. Okt. 2018        | —                                              | Paul Hoen             | Anthony C. Hill                     |
| 29         | 16        | Das Halloweenchaos               | Switch-or-Treat                           | 19. Okt. 2018        | —                                              | Leonard R. Garner Jr. | Octavia Bray                        |
| 30         | 17        | Die Aufgabenliste                | Just Call Me Vic                          | 26. Okt. 2018        | —                                              | Lynda Tarryk          | Adrienne Carter                     |
| 31         | 18        | Mutter-Tochter-Tag               | New Dog, Old Trick                        | 2. Nov. 2018         | —                                              | Leonard R. Garner Jr. | LaTonya Croff                       |
| 32         | 19        | Jetzt schlägt’s 13               | It’s Your Party and I’ll Spy If I Want To | 9. Nov. 2018         | —                                              | Leonard R. Garner Jr. | Angeline Olschewski                 |
| 33         | 20        | Die neuen Botschafter            | Winners and Losers                        | 16. Nov. 2018        | —                                              | Ron Moseley           | Michael Feldman                     |
| 34         | 21        | Immer schön echt bleiben         | Keepin’ It Real                           | 30. Nov. 2018        | —                                              | Leonard R. Garner Jr. | Paul Ciancarelli & David DiPietro   |

### Staffel 3
| Nr. (ges.) | Nr. (St.) | Deutscher Titel              | Originaltitel                | Erstausstrahlung USA | Deutschsprachige Erstausstrahlung (—) | Regie                 | Drehbuch                                                            |
| ---------- | --------- | ---------------------------- | ---------------------------- | -------------------- | ------------------------------------- | --------------------- | ------------------------------------------------------------------- |
| 35         | 1         | Schiff ahoi!                 | Friend-Ship                  | 17. Juni 2019        | —                                     | Trevor Kirschner      | Eunetta T. Boone                                                    |
| 36         | 2         | Rettung naht                 | Lost at Chel-Sea             | 24. Juni 2019        | —                                     | Trevor Kirschner      | Warren Hutcherson                                                   |
| 37         | 3         | Das Musikvideo               | Smoky Flow                   | 1. Juli 2019         | —                                     | Sheldon Epps          | LaTonya Croft                                                       |
| 38         | 4         | Raven-Zeit                   | Twister, Sister              | 8. Juli 2019         | —                                     | Sheldon Epps          | Chase Heinrich & Micah Steinberg                                    |
| 39         | 5         | Kleidung statt Verkleidung   | Dress to Express             | 15. Juli 2019        | —                                     | Danielle Fishel       | Octavia Bray                                                        |
| 40         | 6         | Das Schmähstück              | Diss Track                   | 22. Juli 2019        | —                                     | Wendy Faraone         | Zora Bikangaga                                                      |
| 41         | 7         | Schmob gegen Schbesen        | Disorder in the Court        | 13. Sep. 2019        | —                                     | Lynda Tarryk          | Susan Jaffee                                                        |
| 42         | 8         | Notenwirbel                  | School House Trap            | 20. Sep. 2019        | —                                     | Wendy Faraone         | LaTonya Croft                                                       |
| 43         | 9         | Sauber gespielt              | Cali Dreams                  | 27. Sep. 2019        | —                                     | Jon Rosenbaum         | Zora Bikangaga                                                      |
| 44         | 10        | Die Leute von oben           | Creepin’ It Real             | 11. Okt. 2019        | —                                     | Rich Correll          | Warren Hutcherson                                                   |
| 45         | 11        | Die Handy-Wette              | Girls Just Wanna Have Phones | 18. Okt. 2019        | —                                     | Danielle Fishel       | Chase Heinrich & Micah Steinberg                                    |
| 46         | 12        | Mädchensport                 | Friday Night Tights          | 25. Okt. 2019        | —                                     | Leonard R. Garner Jr. | Eunetta T. Boone                                                    |
| 47         | 13        | Grün vor Neid                | It’s Not Easy Being Green    | 1. Nov. 2019         | —                                     | Lynda Tarryk          | Susan Jaffee                                                        |
| 48         | 14        | Cliquenwirtschaft            | Crewed Up                    | 15. Nov. 2019        | —                                     | Lynda Tarryk          | Octavia Bray                                                        |
| 49         | 15        | Vaterfreuden                 | Sorry to Father You          | 22. Nov. 2019        | —                                     | Raven-Symoné          | Chase Heinreich & Micah Steinberg                                   |
| 50         | 16        | Der Weihnachtswahnsinn       | Bah Humbugged                | 6. Dez. 2019         | —                                     | Kim Fields            | LaTonya Croff                                                       |
| 51         | 17        | Tee mit Timothée             | The Foreign Identity         | 23. Feb. 2020        | —                                     | Wendy Faraone         | Savannah Hopp                                                       |
| 52         | 18        | Booker lässt Dampf ab        | What About Your Friends?     | 1. März 2020         | —                                     | Warren Hutcherson     | LaTonya Croff                                                       |
| 53         | 19        | Miese Noten, miese Dates     | Adolessons                   | 8. März 2020         | —                                     | Danielle Fishel       | Jason Hauser                                                        |
| 54         | 20        | Haarige Sache                | Close Shave                  | 15. März 2020        | —                                     | Zora Bikangaga        | Rich Correll                                                        |
| 55         | 21        | Wir wollen nach Miami        | Hoop Streams                 | 22. März 2020        | —                                     | Trevor Kirschner      | Octavia Bray                                                        |
| 56         | 22        | Bookers Aufstieg             | Slammed                      | 29. März 2020        | —                                     | Raven-Symoné          | Susan Jaffee                                                        |
| 57         | 23        | Gelernt is Gelernt           | On Edge                      | 5. Apr. 2020         | —                                     | Lynda Tarryk          | Adrienne Carter                                                     |
| 58         | 24        | Erspart uns das!             | The Story So-fa              | 19. Apr. 2020        | —                                     | Danielle Fishel       | Chase Heinreich & Micah Steinberg                                   |
| 59         | 25        | Nias neuer Ruhm              | In Shoe-encer                | 26. Apr. 2020        | —                                     | Rich Corell           | Savannah Kopp & Jason Hauser                                        |
| 60         | 26        | Die große Carver-Schatzsuche | Level Up                     | 3. Mai 2020          | —                                     | Rich Correll          | Raven-Symoné & Warren Hutcherson Idee: Savannah Kopp & Jason Hauser |

### Staffel 4
| Nr. (ges.) | Nr. (St.) | Deutscher Titel                   | Originaltitel               | Erstausstrahlung USA | Deutschsprachige Erstausstrahlung (—) | Regie                 | Drehbuch                         |
| ---------- | --------- | --------------------------------- | --------------------------- | -------------------- | ------------------------------------- | --------------------- | -------------------------------- |
| 61         | 1         | Raven über Kikiwaka               | Raven About Bunk’d          | 24. Juli 2020        | —                                     | Trevor Kirschner      | Warren Hutcherson                |
| 62         | 2         | Der Geist aus Apartment 4b        | Don’t Trust the G in Apt 4B | 9. Okt. 2020         | —                                     | Rich Correll          | Chase Heinrich & Micah Steinberg |
| 63         | 3         | Böses Backen                      | Baking Bad                  | 23. Okt. 2020        | —                                     | Robbie Countryman     | Chase Heinrich & Micah Steinberg |
| 64         | 4         | Überraschung                      | Big Little Surprise         | 6. Nov. 2020         | —                                     | Kelly Park            | Jordana Arkin                    |
| 65         | 5         | Der Mega-Spieleabend              | Tesscue Me                  | 13. Nov. 2020        | —                                     | Leonard R. Garner Jr. | Jason Hauser                     |
| 66         | 6         | Gute Arbeit!                      | Sharp Job-jects             | 20. Nov. 2020        | —                                     | Wendy Faraone         | Octavia Bray                     |
| 67         | 7         | Der High-School-Mentor            | How I Met Your Mentor       | 27. Nov. 2020        | —                                     | Morenike Joela Evans  | Alison Taylor                    |
| 68         | 8         | Verrückt nach Weihnachten: Teil 1 | Mad About Yuletide (1)      | 18. Dez. 2020        | —                                     | Wendy Faraone         | Marcelo Chow & Brett Maier       |
| 69         | 9         | Verrückt nach Weihnachten: Teil 2 | Mad About Yuletide (2)      | 18. Dez. 2020        | —                                     | Wendy Faraone         | Caitlin Davis                    |
| 70         | 10        | Beste Freunde für immer           | Wheel of Misfortune         | 19. März 2021        | —                                     | Danielle Fishel       | Rasheena Nash                    |
| 71         | 11        | Keine Schule, kein Problem        | Diff’rent Strikes           | 26. März 2021        | —                                     | Raven-Symoné          | Dave Helem                       |
| 72         | 12        | Missverständliche Nachricht       | Fresh Off the Note          | 2. Apr. 2021         | —                                     | Lynda Tarryk          | Jordana Arkin                    |
| 73         | 13        | Auf die Debatte, fertig, los!     | 10 Things Debate About You  | 9. Apr. 2021         | —                                     | Raven-Symoné          | Jason Hauser                     |
| 74         | 14        | Die Schulaufführung               | Plays of Our Lives          | 16. Apr. 2021        | —                                     | Robbie Countryman     | Octavia Bray                     |
| 75         | 15        | Die Nachtschwärmer                | The Slumber Years           | 23. Apr. 2021        | —                                     | Sonia Bhalla          | Jason Hauser                     |
| 76         | 16        | Tess ist die Beste                | Bless This Tess             | 30. Apr. 2021        | —                                     | Ian Jordan            | Chase Heinrich & Micah Steinberg |
| 77         | 17        | Noch einmal Kind sein             | American Torah Story        | 7. Mai 2021          | —                                     | Bryan W. McKenzie     | Jordana Arkin                    |
| 78         | 18        | Die Demo                          | Say Yes to the Protest      | 14. Mai 2021         | —                                     | Danielle Fishel       | Darnell Jones                    |
| 79         | 19        | Booker – eine Legende?            | Saved by the Belle          | 21. Mai 2021         | —                                     | Jon Rosenbaum         | Rasheena Nash                    |
| 80         | 20        | Dad, bleib hier!                  | So You Think You Can Drive  | 21. Mai 2021         | —                                     | Raven-Symoné          | Dave Helem                       |

### Staffel 5
| Nr. (ges.) | Nr. (St.) | Deutscher Titel                            | Originaltitel                  | Erstausstrahlung USA | Deutschsprachige Erstausstrahlung (—) | Regie                  | Drehbuch                           |
| ---------- | --------- | ------------------------------------------ | ------------------------------ | -------------------- | ------------------------------------- | ---------------------- | ---------------------------------- |
| 81         | 1         | Chaos im Krankenhaus                       | The Wrong Victor               | 11. März 2022        | —                                     | Victor Gonzalez        | Jed Elinoff & Scott Thomas         |
| 82         | 2         | Das große Sammich                          | The Big Sammich                | 18. März 2022        | —                                     | Robbie Countryman      | Anthony C. Hill                    |
| 83         | 3         | Die Geheimnisse von Alcatraz               | Escape from Pal-Catraz         | 25. März 2022        | —                                     | Lynda Tarryk           | Jim Martin                         |
| 84         | 4         | Lug und Zug                                | A Streetcar Named Conspire     | 1. Apr. 2022         | —                                     | Lynda Tarryk           | Robbie M. Henry                    |
| 85         | 5         | Bad Boy Booker                             | Clique Bait                    | 8. Apr. 2022         | —                                     | Evelyn Belasco         | Jai Joseph                         |
| 86         | 6         | 21 Lunch Street                            | 21 Lunch Street                | 15. Apr. 2022        | —                                     | Robbie Countryman      | Nori Reed                          |
| 87         | 7         | Namaste!                                   | Retreat Yourself               | 22. Apr. 2022        | —                                     | Lynda Tarryk           | Kourtney Richard                   |
| 88         | 8         | Der nette Neuling                          | New Kid on the Chopping Block  | 29. Apr. 2022        | —                                     | Mary Lou Belli         | Brittany Assaly & Danielle Calvert |
| 89         | 9         | Petracellis Rache                          | Mr. Petracelli’s Revenge       | 6. Mai 2022          | —                                     | Leonard R. Garner Jr.  | Anthony C. Hill                    |
| 90         | 10        | Der Homecoming-Ball                        | Date Expectations              | 13. Mai 2022         | —                                     | Morenike Joela Evans   | Jed Elinoff & Scott Thomas         |
| 91         | 11        | Das große Chill-Grill-Gewinnspiel          | The Great Chill Grill Giveaway | 10. Juni 2022        | —                                     | Rondell Sheridan       | Jim Martin                         |
| 92         | 12        | Wahrheit oder Pflicht?                     | Truth or Hair                  | 17. Juni 2022        | —                                     | Danielle Fishel        | Robin M. Henry                     |
| 93         | 13        | Von Melvin Munch und Mütter-Lunch          | Munch Ado About Lunching       | 24. Juni 2022        | —                                     | Morenike Joela Evans   | Jai Joseph                         |
| 94         | 14        | Halbieren oder kassieren                   | To Halve & Halve Not           | 1. Juli 2022         | —                                     | Jade Jenise Dixon      | Kourtney Richard                   |
| 95         | 15        | Das Erwachen der Wildheit                  | The Fierce Awakens             | 8. Juli 2022         | —                                     | Ian Reed Kesler        | Nori Reed                          |
| 96         | 16        | Das Grand Booker-Pest Hostel               | The Grand Booker-Pest Hotel    | 15. Juli 2022        | —                                     | Raven-Symoné           | Marcelo Chow & Brett Maier         |
| 97         | 17        | Die lebende Puppe                          | The Girl Who Cried Tasha       | 2. Okt. 2022         | —                                     | Victor Gonzalez        | Brittany Assaly & Danielle Calvert |
| 98         | 18        | Hochzeit im All                            | Tying the Astro-Knot           | 7. Okt. 2022         | —                                     | Monica Marie Contreras | Jai Joseph                         |
| 99         | 19        | 100 Jahre, 100 Schichten                   | Keeping It 100                 | 14. Okt. 2022        | —                                     | Raven-Symoné           | Jed Elinoff & Scott Thomas         |
| 100        | 20        | Vor den Cop gestoßen                       | Stylin’ & Profilin’            | 21. Okt. 2022        | —                                     | Raven-Symoné           | Anthony C. Hill                    |
| 101        | 21        | Von großen Burgern und kleinen Erwachsenen | Big Burger, Small Fry          | 28. Okt. 2022        | —                                     | Raven-Symoné           | Anthony C. Hill                    |
| 102        | 22        | Raven in der Modefabrik                    | Raven and the Fashion Factory  | 4. Nov. 2022         | —                                     | Raven-Symoné           | Jim Martin                         |
| 103        | 23        | Wo sind die Baxters?                       | A Day Without Baxters          | 11. Nov. 2022        | —                                     | Jed Elinoff            | Robin M. Henry                     |
| 104        | 24        | Gerburtstagsgeschenke                      | Bridge Over Troubled Daughter  | 18. Nov. 2022        | —                                     | Ian Jordan             | Jed Elinoff & Scott Thomas         |
| 105        | 25        | Von draus vom Lande komm ich her           | A Country Cousin Christmas     | 2. Dez. 2022         | —                                     | Victor Gonzalez        | Salemah Gabriel                    |

### Staffel 6
| Nr. (ges.) | Nr. (St.) | Deutscher Titel                 | Originaltitel                     | Erstausstrahlung USA | Deutschsprachige Erstausstrahlung (—) | Regie             | Drehbuch                                      |
| ---------- | --------- | ------------------------------- | --------------------------------- | -------------------- | ------------------------------------- | ----------------- | --------------------------------------------- |
| 106        | 1         | Europäische Reise: Teil 1       | European Rae-cation: Part 1       | 9. Apr. 2023         | —                                     | Raven-Symoné      | Jed Elinoff & Scott Thomas                    |
| 107        | 2         | Europäische Reise: Teil 2       | European Rae-cation: Part 2       | 16. Apr. 2023        | —                                     | Raven-Symoné      | Jed Elinoff & Scott Thomas                    |
| 108        | 3         | Verkauft an den Höchstbietenden | Sold to the Highest Fibber        | 23. Apr. 2023        | —                                     | Robbie Countryman | Anthony C. Hill                               |
| 109        | 4         | Die Rache des Blaubarts         | Blues Beard’s Revenge             | 7. Mai 2023          | —                                     | Lynda Tarryk      | Molly Haldeman                                |
| 110        | 5         | Tess Freunde für immer          | Tess Friends Forever              | 14. Mai 2023         | —                                     | Raven-Symoné      | Jordan Mitchell                               |
| 111        | 6         | K.I., K.I., Oh… Mist!           | A.I., A.I., Oh … Snap!            | 21. Mai 2023         | —                                     | Ian Reed Kesler   | Robin M. Henry                                |
| 112        | 7         | Lügen über Lügen                | Lizard Let Lie                    | 4. Juni 2023         | —                                     | Jed Elinoff       | Nori Reed                                     |
| 113        | 8         | Der Sidekick                    | Ain’t That a Sidekick in the Head | 11. Juni 2023        | —                                     | Victor Gonzalez   | Rick Williams                                 |
| 114        | 9         | Folgendes war passiert…         | What Had Happened Was…            | 18. Juni 2023        | —                                     | Raven-Symoné      | Robin M. Henry & Rick Williams & Mattie Bayne |
| 115        | 10        | —                               | Sneaks and Geeks                  | 25. Juni 2023        | —                                     | Lynda Tarryk      | Brittany Assaly & Danielle Calvert            |
| 116        | 11        | —                               | Reality Check                     | 2. Juli 2023         | —                                     | Ian Jordan        | Brittany Assaly & Danielle Calvert            |
| 117        | 12        | —                               | Working for the Weeknd            | 23. Juli 2023        | —                                     | Rondell Sheridan  | Robin M. Henry & Rick Williams                |
| 118        | 13        | —                               | Drop it Like it’s Hot!            | 30. Juli 2023        | —                                     | Scott Thomas      | Anthony C. Hill                               |
| 119        | 14        | —                               | Raven’s Clone                     | 6. Aug. 2023         | —                                     | Shilpi Roy        | Mattie Bayne                                  |
| 120        | 15        | —                               | Cuda I Have This Dance            | 13. Aug. 2023        | —                                     | Shilpi Roy        | Alex Fox e Rachel Lewis                       |
| 121        | 16        | —                               | You’ve Got Sale                   | 20. Aug. 2023        | —                                     | Shilpi Roy        | Jordan Mitchell Idee: Danny Levy              |
| 122        | 17        | —                               | Gown to the Wire                  | 27. Aug. 2023        | —                                     | Lynda Tarryk      | Molly Haldeman                                |
| 123        | 18        | —                               | Whose Line Is It Anyway?          | 3. Sep. 2023         | —                                     | Raven-Symoné      | Jed Elinoff & Scott Thomas                    |